# طبقه‌بندی اقلیمی

سیستم طبقه‌بندی منطقه زیستی هلدریج در واقع یک نوع طبقه‌بندی اقلیمی است.

طبقه‌بندی اقلیمی به سامانهٔ طبقه‌بندی اقلیم‌های جهان می‌گویند. طبقه‌بندی اقلیمی ممکن است بر پایه زیست‌بوم مناطق باشد، زیرا اقلیم مهم‌ترین نفوذ را بر روی شرایط زیستی دارد. یکی از رایج‌ترین طبقه‌بندی اقلیمی، سامانه طبقه‌بندی اقلیمی کوپن است که نخستین بار در سال ۱۸۸۴ مطرح شد.